# 泰勒克里克 (佛羅里達州)
泰勒克里克（英語：Taylor Creek）是位於美國佛羅里達州歐基求碧縣的一個人口普查指定地區。

## 地理
泰勒克里克的座標為27°13′00″N 80°47′22″W / 27.21667°N 80.78944°W，而該地最高點為海拔高度5米（即16英尺）。

## 人口
根據2010年美國人口普查的數據，泰勒克里克的面積為10.80平方千米，當中陸地面積為10.40平方千米，而水域面積為0.40平方千米。當地共有人口4348人，而人口密度為每平方千米402人。